# Mini-Europe
Mini-Europe est un parc de miniatures situé à Bruparck au pied de l’Atomium à Bruxelles.

## Description

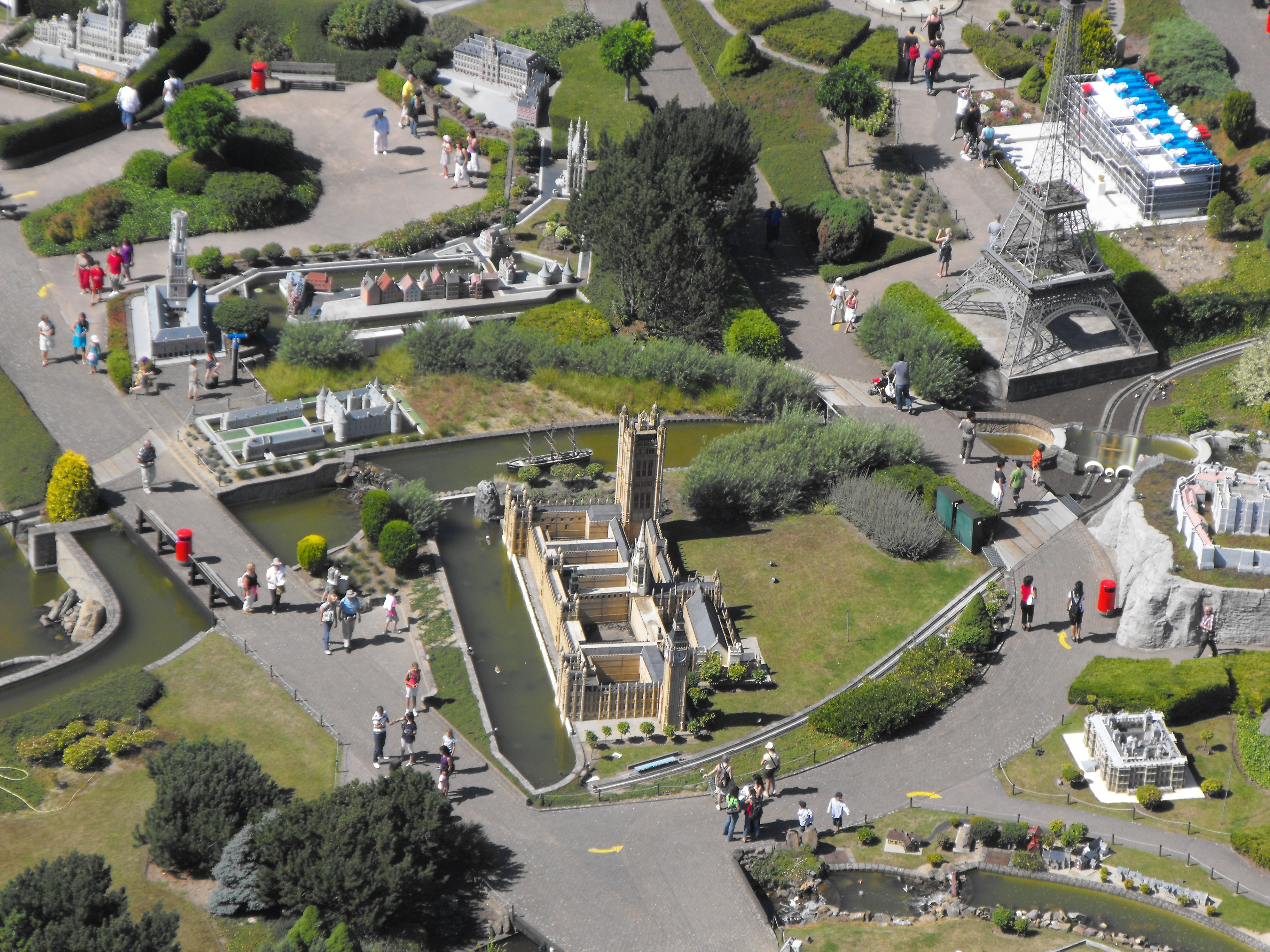
Vue sur Mini-Europe de l'Atomium.

Le parc présente des reproductions des plus célèbres monuments de l’Union européenne à l’échelle 1⁄25. Environ 80 villes et 350 maisons sont exposées.
Le parc est renommé par la qualité de ses maquettes dont certaines ont coûté jusqu’à 400 000 euros (Grand-Place de Bruxelles). Le parc contient de nombreuses animations (train, moulins, éruption du Vésuve, Airbus, camions filoguidés…) Un guide donne les détails sur tous les monuments. En fin de parcours une exposition interactive « Spirit of Europe » présente l’Union européenne sous forme d’interactivités et de jeux.
Le parc est construit sur 24 000 m2.
Derrière le monde miniature des monuments ou des scènes se retrouve une histoire de l'Europe avec ses valeurs européennes (démocratie, esprit d'entreprise, culture et rayonnement, esprit d'aventure, l'héritage chrétien, la technologie, la laïcité et le multiculturalisme) ou ses héritages (Grec, romain, viking, Moyen Âge, Renaissance, siècle des lumières, Révolution française, etc.) ou encore les événements actuels (Brexit).
Un livret-guide en 11 langues détaille ces informations ainsi que de nombreuses anecdotes sur les monuments, sur les pays et sur l’Union européenne.

### Histoire
L'idée d'origine du parc revient à un homme d'affaires néerlandais[Qui ?] qui imagine en 1986 la réalisation d'un parc de miniatures sur le site du Heysel. Après son association avec la Société Régionale d'Investissement Bruxelloise qui prend des parts dans le parc de miniatures, il se retire du projet à la suite de mauvaises fortunes en affaires. Le parc ayant déjà été ébauché et les maquettes commandées, la Société régionale d'investissement bruxelloise démarche le groupe Walibi avec à sa tête Eddy Meeùs pour qu'il devienne coactionnaire en récupérant les parts du concepteur. En juin 1988, les dirigeants de Walibi achètent l'affaire.
L’investissement de base est de 10 millions d’euros. Le prince Philippe de Belgique inaugure le site le 1er juin 1989 avec Thierry Meeùs à la gestion. Mini-Europe s'avère moins rentable que les parcs d'attractions détenus par les Meeùs. Le chiffre d'affaires se situe entre 100 millions et 120 millions de francs belges les premières années (entre 2,5 et 3 millions d'euros). Le monastère d'Escurial, le palais de Westminster, le Nyhavn de Copenhague, la Grand-Place de Bruxelles, l'Arc de triomphe de l'Étoile, la tour de Pise, le Parthénon et la porte de Brandebourg font partie des premières maquettes visibles par la clientèle. Mini-Europe accueille 300 000 visiteurs en 1997. Avec 350 000 visiteurs en 2012 et 4 millions d'euros de chiffre d’affaires, Mini-Europe est une des premières attractions de Bruxelles. En 2018, 390 000 entrées sont comptabilisées. Jusqu'en 2018, aucun monument de la ville de Rome n'était représenté. L'inauguration de la fontaine de Trevi en 2019 comble ce manque.
La saison 2020 — marquée par la pandémie de covid 19 — est d'abord annoncée comme étant la dernière du parc,,,,,. Finalement, un accord est conclu début 2021 pour poursuivre et développer son exploitation.

### La construction des monuments

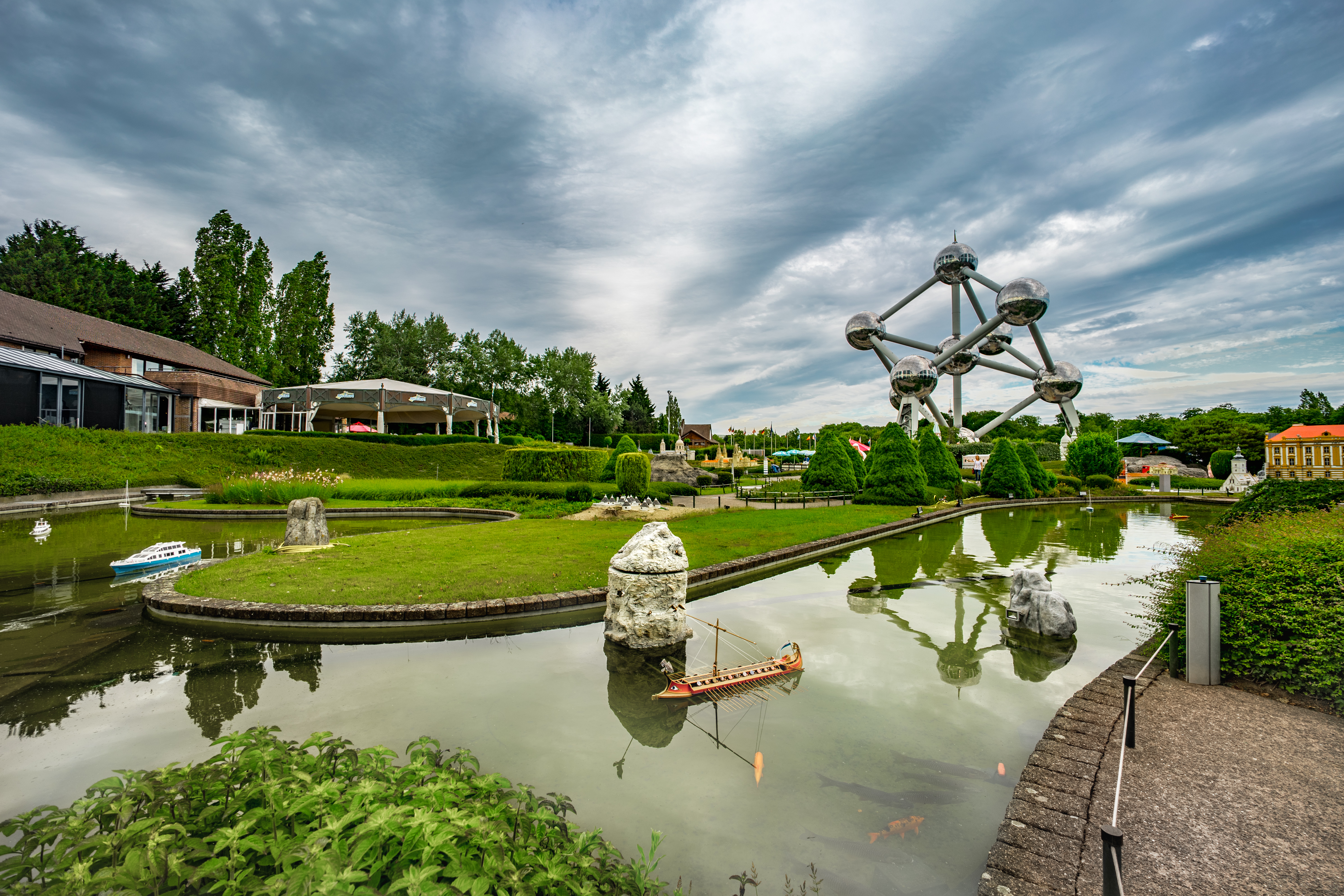
The Spirit of Europe avec vue sur l'Atomium.

Les monuments ont été sélectionnés pour leur qualité architecturale ou pour leur symbole européen. Après cette première sélection, il faut retrouver les plans et les photos. Cette phase a coûté plus de 200 000 euros de recherche. Au nombre de 165, les créateurs et maquettistes sont Allemands, Français, Belges, Portugais, Espagnols, Néerlandais et Britanniques. La plupart des monuments sont construits par moulage. Les pièces sont construites à partir de matériaux divers, puis copiées par moulage de silicone. La copie finale est faite de résine époxy (au début) et de polyester (actuellement). L'époxy est un type de polyester raffiné caractérisé par sa grande résistance. Cette matière est à l'époque utilisée pour la première fois pour la création de maquettes. Les modèles ensuite sont enrichis des détails telles des statues.
Trois monuments ont été réalisés en pierre (la tour de Pise et le château de Chenonceau sont faits de marbre). Une nouvelle technique de fraisage par ordinateur a été utilisée pour trois maquettes.
Vient ensuite la peinture sur le site de Mini-Europe. Finalement, le monument est installé sur place avec des décors et de la lumière. Saint-Jacques-de-Compostelle a demandé plus de 24 000 heures de travail. 
De nombreux monuments ont été financés par les pays ou régions d’Europe.

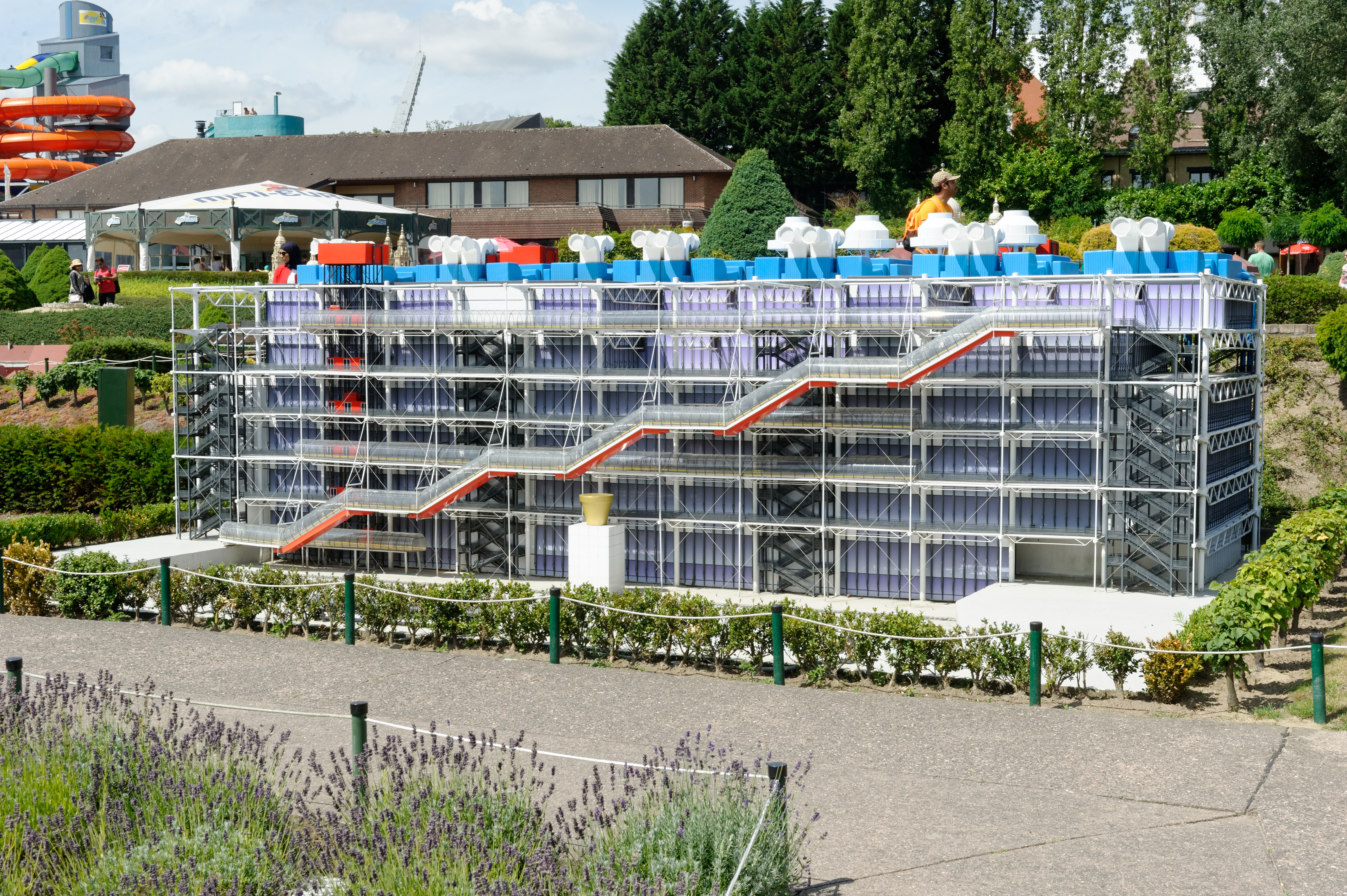
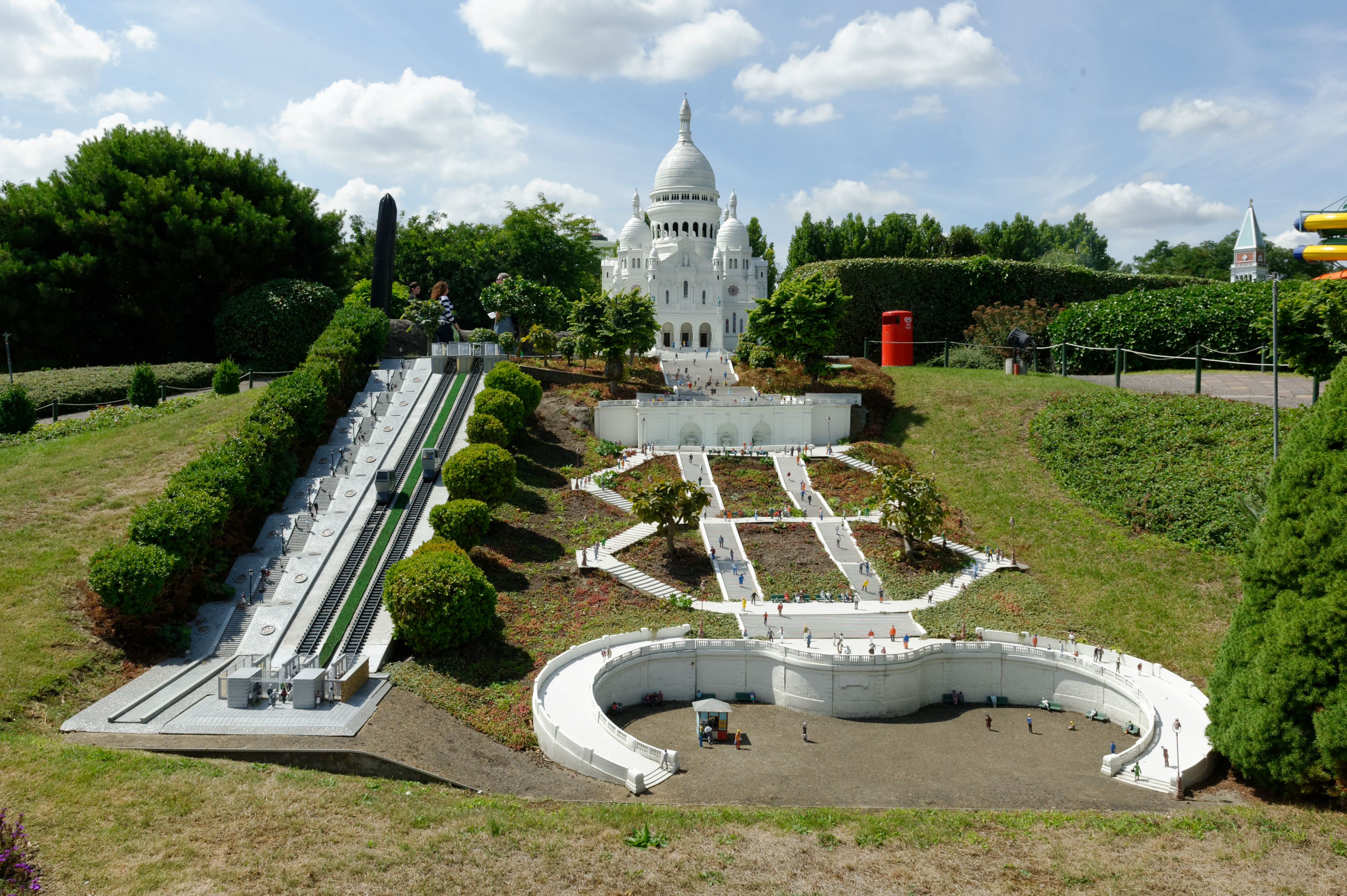
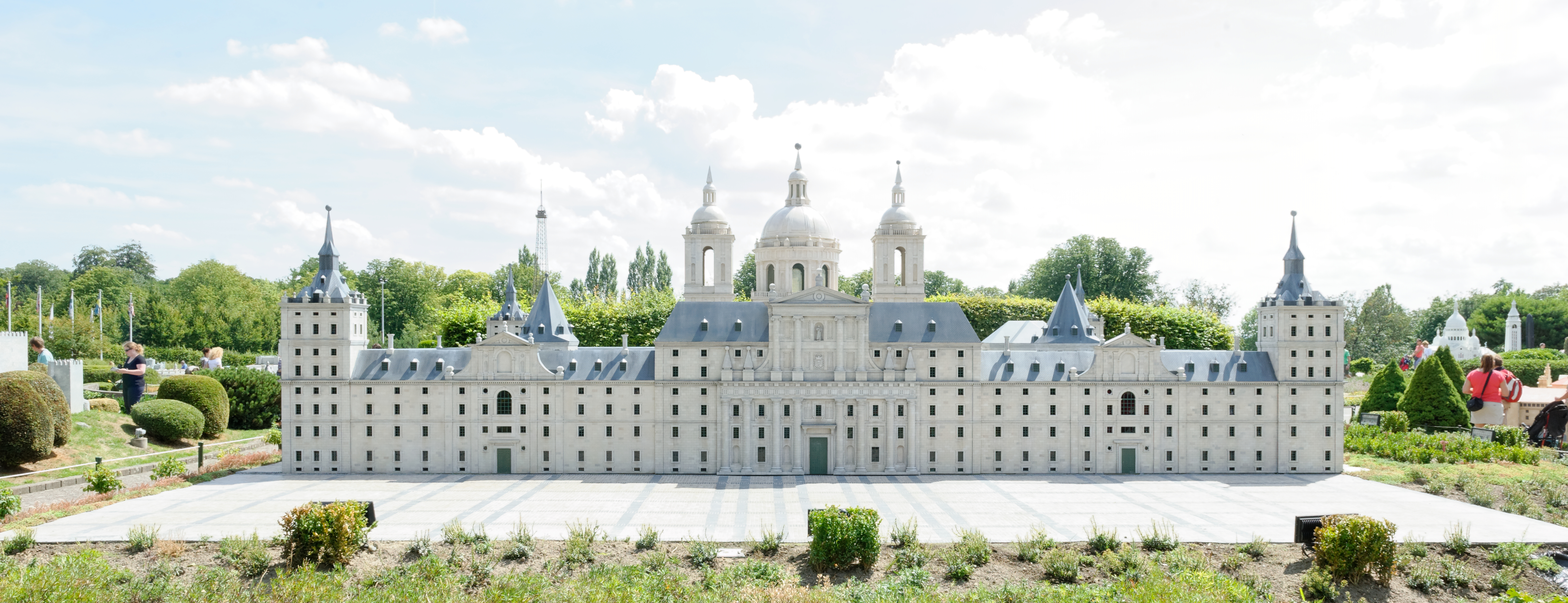
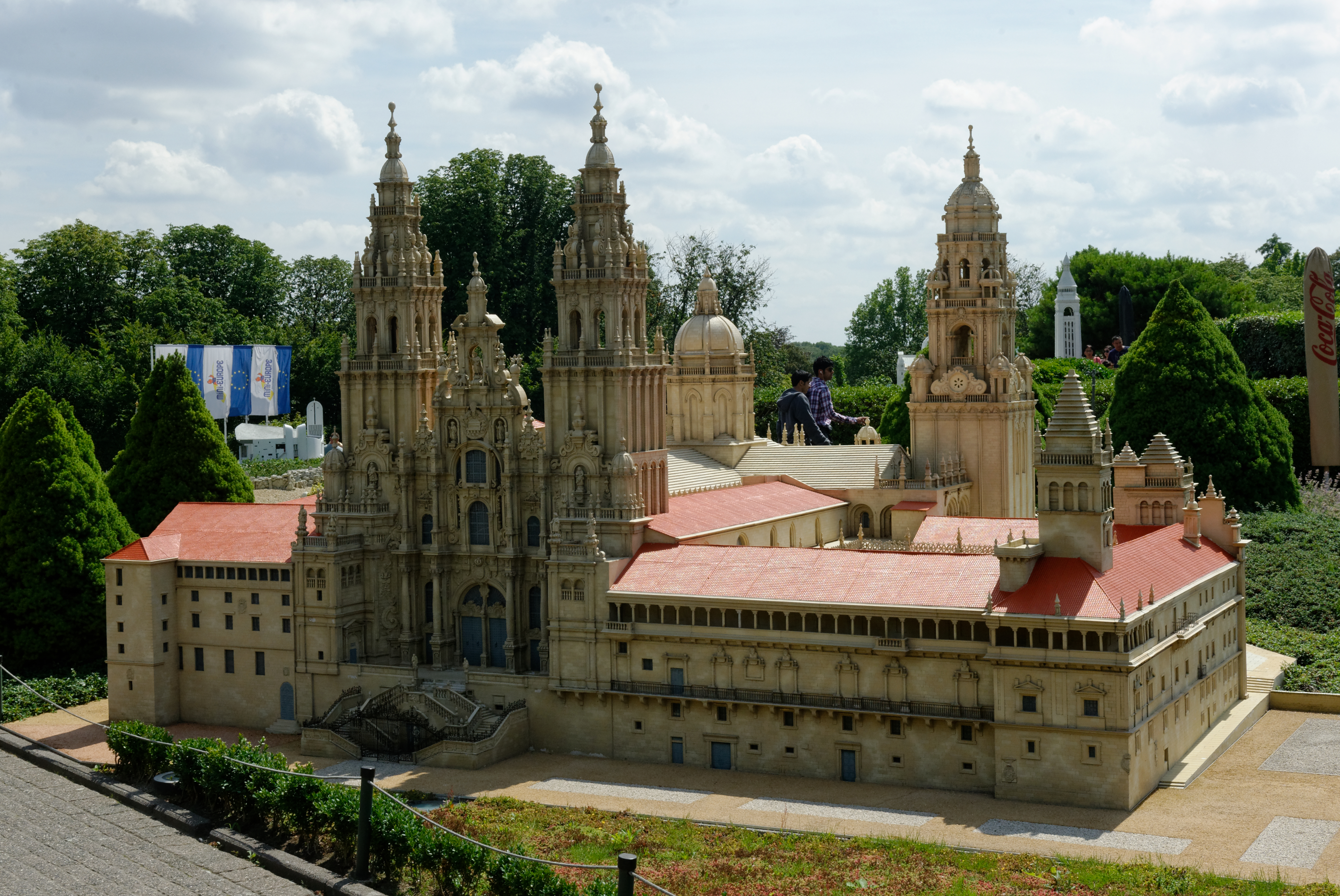
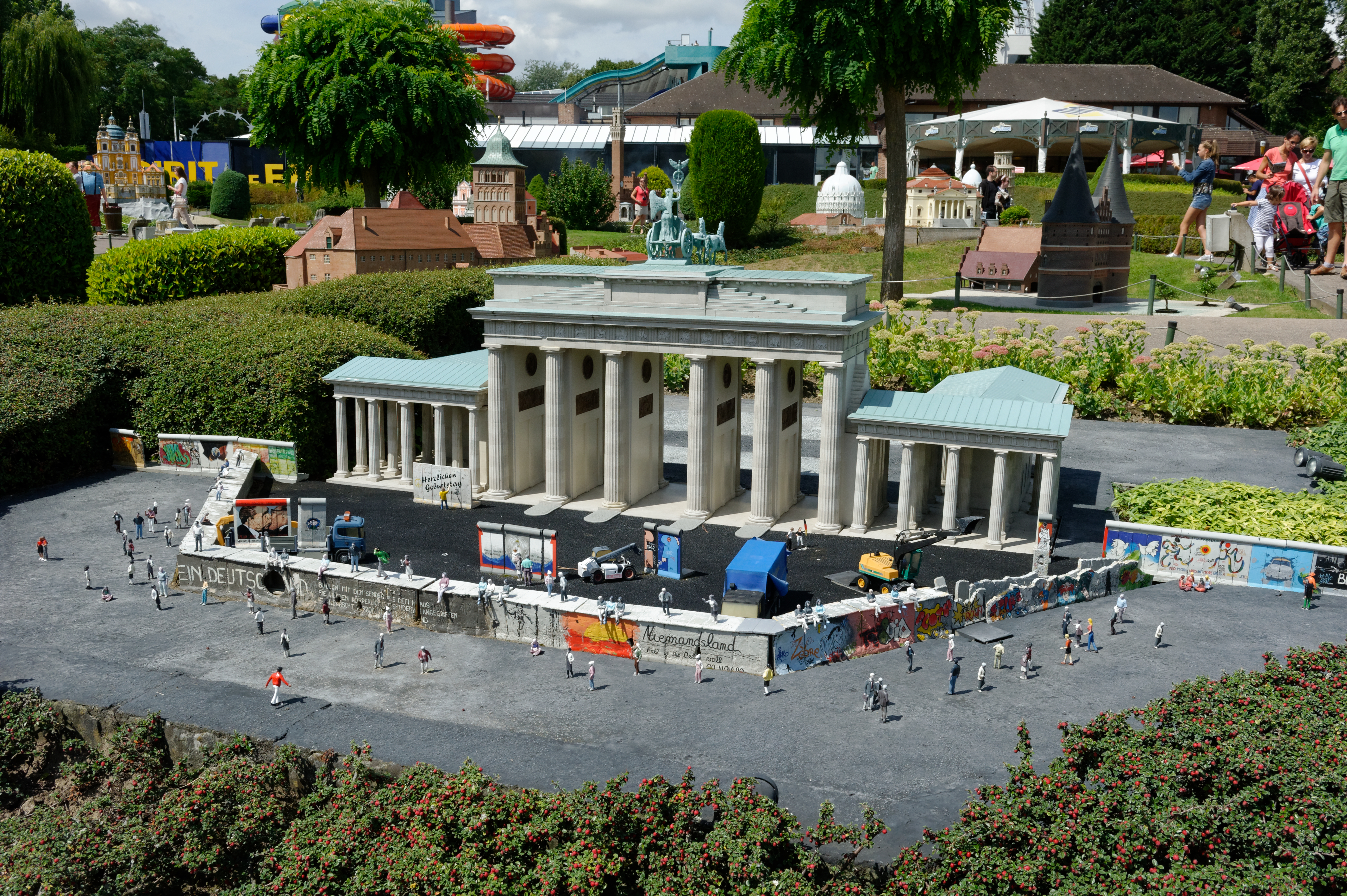
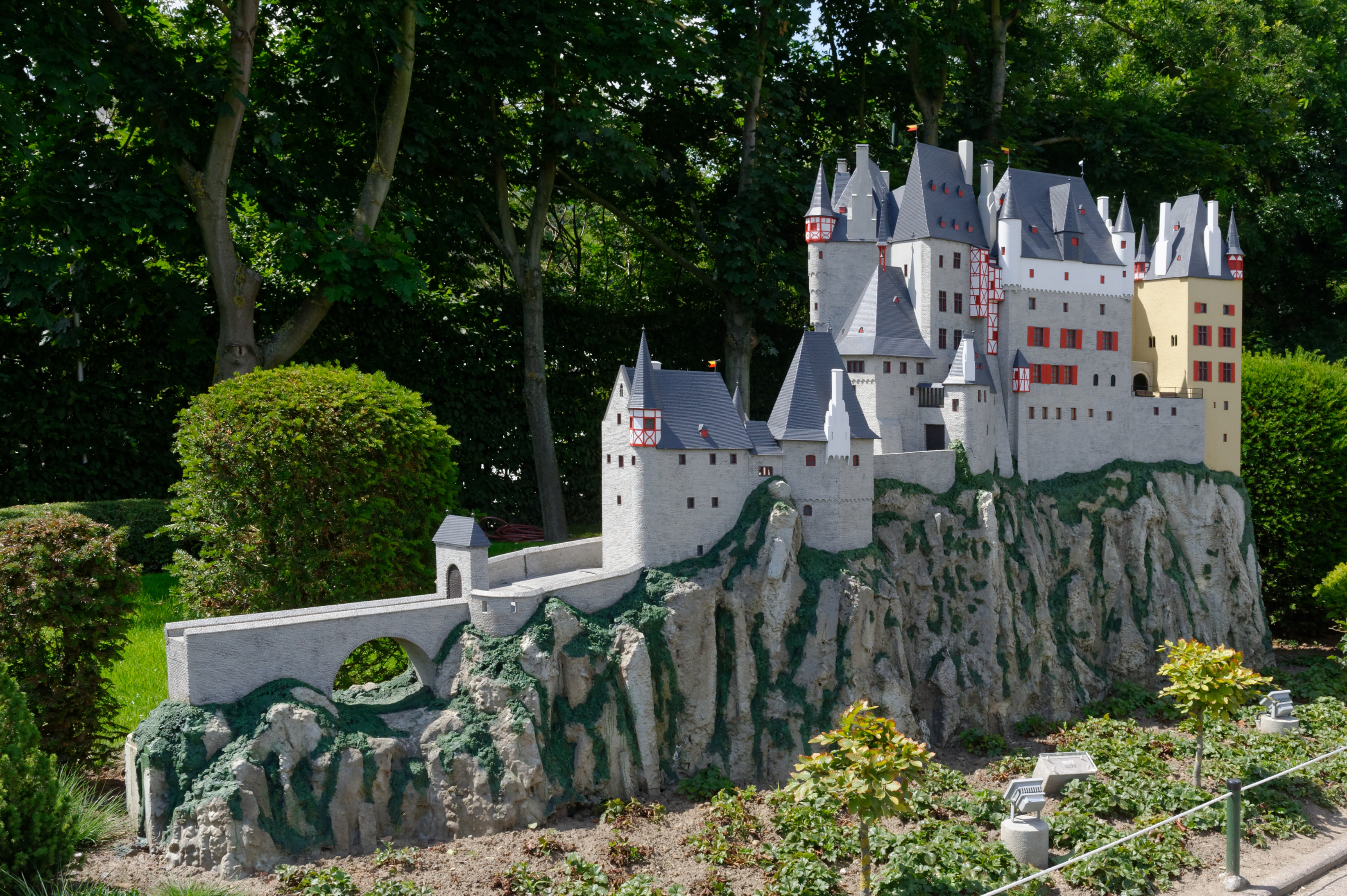

### Les animations
Tout grand parc de miniatures anime les lieux avec différentes animations : trains, moulins, sons, éruption du Vésuve, chute du mur de Berlin, gondoles à Venise, camions filoguidés, etc. Ces animations sont des prototypes industriels pour résister aux nombreuses heures d’exploitation et aux différentes saisons (gel, pluie, chaleur).

### Les jardins
Des couvre-sols, des arbres-nains, des bonsaïs et des arbres greffés sont utilisés près des monuments miniatures, alors que des buissons classiques et des fleurs agrémentent la promenade. 

### Spirit of Europe
En fin de parcours, l’espace réservé à l’Union européenne présente de façon brève son histoire, ses succès, sa culture, le fonctionnement de ses institutions, le grand marché, les raisons de l’élargissement, en général sous forme de jeux. Pour les écoles, il existe de nombreux projets pédagogiques.
Pour toutes ces activités, Mini-Europe a reçu le soutien moral de la Commission européenne et du Parlement européen.

## Liste des miniatures visibles à la Mini-Europe
- Allemagne
  - Berlin - Porte de Brandebourg
  - Bonn - Maison de Beethoven
  - Lübeck - Porte d'Holstein
  - Magdebourg - Tour du millénaire
  - Münstermaifeld - Château d'Eltz
  - Soest - Osthofentor
  - Spire - Cathédrale
  - Steingaden - Église de Wies
  - Trèves - Porta Nigra

- Autriche
  - Melk - Abbaye de Melk

- Belgique
  - Alden Biesen - Archicommanderie
  - Anvers - Fontaine Brabo
  - Anvers - Hôtel de ville
  - Bruges - Beffroi
  - Bruxelles - Berlaymont
  - Bruxelles - Grand-Place
  - Celles - Château de Vêves
  - Dinant - Citadelle
  - Dinant - Collégiale
  - Dinant - Rocher Bayard
  - Gand - Rabot
  - Liège - Musée Curtius
  - Louvain - Hôtel de ville
  - Walibi - Grande roue
  - Walibi - Radja River (démonté)

- Bulgarie
  - Rila - Monastère

- Chypre
  - Limassol - Théâtre antique de Kourion

- Croatie
  - Zagreb - Église Saint-Marc

- Danemark
  - Copenhague - Bourse
  - Copenhague - Nyhavn
  - Trelleborg - Forteresse viking

- Espagne
  - Barcelone - Colonne de Christophe Colomb
  - Campo de Criptana - Moulins à vent
  - Escurial - Monastère
  - Saint-Jacques-de-Compostelle - Cathédrale de Saint-Jacques-de-Compostelle
  - Séville - Arènes

- Estonie
  - Tallinn - Tour des Canons

- Finlande
  - Savonlinna - Olavinlinna

- France
  - Arc-et-Senans - Saline royale
  - Chenonceaux - Château de Chenonceau
  - Paris - Arc de triomphe
  - Paris - Basilique du Sacré-Cœur
  - Paris - Centre Georges-Pompidou
  - Paris - Tour Eiffel
  - Ronchamp - Chapelle Notre-Dame du Haut
  - Vougeot -  Château du Clos de Vougeot

- Grèce
  - Athènes - Parthénon

- Hongrie
  - Budapest - Thermes Széchenyi

- Irlande
  - Cashel - Saint Patrick Rock
  - Glendalough - Monastère

- Italie
  - Alberobello - Trulli
  - Pise - Tour penchée
  - Sienne - Piazza del Campo
  - Venise - Place Saint-Marc
  - Rome - Fontaine de Trevi[3]
  - Vésuve
  - Vicence - Villa Rotonda

- Lettonie
  - Rīga - Monument de la Liberté

- Lituanie
  - Vilnius - Université

- Luxembourg
  - Luxembourg - Pont Adolphe

- Malte
  - Ggantija - Temples mégalithiques

- Pays-Bas
  - Alkmaar - Pavillon d'Octroi
  - Amsterdam - Canaux
  - Hoensbroek - Kasteel Hoensbroek
  - Hoorn - Hoofdtoren (nl)
  - Kinderdijk - Moulins à vent
  - Maastricht - Hôtel de ville de Maastricht
  - Middelbourg - Kloveniersdoelen (nl)
  - Ootmarsum - Château
  - Orvelte - Village-musée
  - Veere - Hôtel de ville de Veere

- Pologne
  - Gdańsk - Manoir d’Artus
  - Gdańsk - mémorial des travailleurs du Chantier naval tués

- Portugal
  - Algarve
  - Guimarães
  - Lisbonne - Pavillon des Océans
  - Lisbonne - Tour de Belém
  - Porto - Quai de Ribeira

- Roumanie
  - Palais de Mogoșoaia

- Royaume-Uni
  - Bath - Croissant Royal
  - Cottage d'Anne Hathaway
  - Douvres - Château
  - Londres - Palais de Westminster
  - Longleat - Château

- Slovaquie
  - Bratislava - Église bleue Sainte-Élisabeth

- Slovénie
  - Ljubljana - Tromostovje

- Suède
  - Stockholm - Hôtel de ville

- République tchèque
  - Prague - Horloge astronomique

- Autres
  - Aéroport - Airbus
  - Ariane 5
  - Jumbo-Ferry
  - Plate-forme pétrolière
  - Port
  - Thalys
  - Tunnel sous la Manche

## Accessibilité
| ___ | Ce site est desservi par la station de métro : Heysel. |